# 최소극대화
최소극대화(영어: Maximin) 또는 미니맥스는 결정이론, 게임이론, 통계학, 철학에서 사용하는 개념으로 최악의 경우 발생가능한 손실(최대 손실)을 최소화 한다는 규칙이다. 손실이 아니라 이익이 기준이라면 최소 이익을 극대화한다는 의미에서 "maximin" 이라고 부르기도 한다. 원래 두 명의 참가자가 존재하는 제로섬 게임 이론으로부터 시작하였으나 (두 참가자가 순차적으로 행동하는 경우와 동시에 행동하는 경우 모두 포함), 더 복잡한 게임과 불확실성이 존재할 때의 일반적인 의사결정에 이르기까지 널리 쓰이고 있다

## 같이 보기
- 기회비용